# Hazel Hotchkiss Wightman

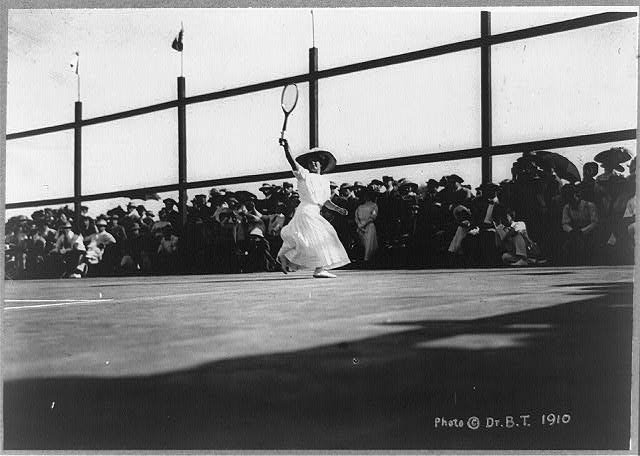
Hazel Hotchkiss Wightman

Hazel Virginia Hotchkiss Wightman (* 20. Dezember 1886 in Healdsburg, Kalifornien; † 5. Dezember 1974 in Chestnut Hill, Massachusetts) war eine US-amerikanische Tennisspielerin.

## Biographie
Sie gewann 1909 die amerikanischen Meisterschaften sowohl im Einzel, im Doppel und im Mixed. Diesen Erfolg wiederholte sie die nächsten beiden Jahre. Hotchkiss machte ihren Abschluss an der Universität in Berkeley und gewann 1919, nachdem sie 1912 geheiratet hatte, ihren vierten Titel bei den amerikanischen Meisterschaften (heute US Open). Insgesamt gewann Hazel Hotchkiss Wightman 45 Tennisturniere. Im Alter von 37 Jahren wurde sie 1924 mit Helen Wills Moody im Damendoppel und mit Richard Norris Williams im Mixed zweifache Olympiasiegerin.
Im Jahr 1923 rief sie den Wightman Cup ins Leben, einen Länderkampf im Tennis zwischen den Damenmannschaften der USA und Großbritanniens, und spendete einen Silberpokal, analog wie Dwight Filley Davis den Davis Cup. 1957 erfolgte die Aufnahme in die International Tennis Hall of Fame.
Sie wurde außerdem Meisterin im Tischtennis im Bundesstaat Massachusetts und US-Vizemeisterin im Mixed im Badminton. Im Squash gewann sie 1930 die US-Meisterschaften.